# Gonionotophis
Gonionotophis är ett släkte av ormar. Gonionotophis ingår i familjen snokar.
Arterna är med en längd upp till 75 cm små ormar. De hittas främst i västra Afrika. Individerna lever vanligen i regnskogar och de jagar troligen groddjur.
Arter enligt Catalogue of Life:
- Gonionotophis brussauxi
- Gonionotophis grantii
- Gonionotophis klingi

The Reptile Database listar ytterligare 12 arter:
- Gonionotophis capensis
- Gonionotophis chanleri
- Gonionotophis crossi
- Gonionotophis egbensis
- Gonionotophis gabouensis
- Gonionotophis guirali
- Gonionotophis laurenti
- Gonionotophis nyassae
- Gonionotophis poensis
- Gonionotophis savorgnani
- Gonionotophis stenophthalmus
- Gonionotophis vernayi